# Buyeo-Sprachen
Die Buyeo-Sprachen stellen eine hypothetische Sprachfamilie dar, die die Sprachen der antiken Reiche Goguryeo, Buyeo und Baekje der koreanischen Halbinsel zu einer Einheit zusammenfasst. Diese Gruppierung basiert vor allem auf chinesischen Quellen, die diese Sprachen als sehr ähnlich beschreiben – da diese Ähnlichkeit sich damit jedoch nur fragmentarisch belegen lässt, ist ein Beweis der Existenz dieser Sprachfamilie schwierig.
Die Hypothese ist deshalb so interessant, weil alle diese Sprachen gewisse Gemeinsamkeiten mit dem Altjapanischen aufweisen, weswegen manche Forscher von einer Japanisch-Goguryeo-Sprachfamilie sprechen. Damit wäre indirekt die Existenz der ebenfalls hypothetischen altaischen Sprachfamilie infrage gestellt, da die Buyeo-Sprachen explizit von der Sprache des Reiches Silla und damit dem Altkoreanischen abgegrenzt werden.